# Porjong
Porjong, také známý jako Tečchon, je město v Jižní Koreji v provincii Jižní Čchungčchong. Nachází se na pobřeží Žlutého moře. Vede odsud dálnice přímo do Soulu. Město je známé svými plážemi a také bahnem, které má mít omlazující účinky. Každoročně se tu koná bahenní festival.
Město ve svých současných hranicích vzniklo v roce 1995, kdy došlo ke sloučení Porjong-gun a města Tečchon. K jejich rozdělení došlo v roce 1986, a ještě dříve, za časů dynastie Čoson, tvořily samostatnou jednotku tak jako dnes.